# George Pólya
George Pólya (madžarsko Pólya György), madžarsko-ameriški matematik, fizik in metodolog, * 13. december 1887, Budimpešta, Madžarska, † 7. september 1985, Palo Alto, Kalifornija, ZDA.

## Življenje in delo
Pólya je najprej začel študirati pravo, nato je dve leti študiral jezike in književnost, nazadnje pa matematiko in fiziko na Univerzi v Budimpešti. Eno leto je študiral na Dunaju in Göttingenu. Leta 1914 je odšel v Pariz, zatem pa je postal profesor v Zürichu.
S pomočjo štipendije je leta 1924 študiral s Hardyjem in Littlewoodom v Oxfordu in Cambridgeu.
Pólya je raziskoval na različnih področjih matematike in fizike kot so teorija vrst, teorija števil, kombinatorika, teorija grafov, verjetnostni račun in matematična fizika.
V teoriji grafov je leta 1937 je rešil problem števila izomerov alkanov. Raziskoval je problem osmih dam.
Kasneje je poskušal označiti splošne metode, ki jih uporabljamo pri reševanju problemov, in opisati kako se lahko reševanje problemov poučuje in uči. Na to temo je napisal tri knjige Kako rešujemo matematične probleme (How to Solve it), Matematika verjetnega sklepanja 1. del: Indukcija in analogija v Matematiki (Mathematics of Plausible Reasoning Volume I: Induction and Analogy in Mathematics) in Matematika verjetnega sklepanja 2. del: Vzorci verjetnega sklepanja (Mathematics of Plausible Reasoning Volume II: Patterns of Plausible Reasoning).
V knjigi Kako rešujemo matematične probleme je določil splošno hevristiko za reševanje problemov vseh vrst, ne le matematičnih. Knjiga vsebuje nasvete za poučevanje matematike in majhno enciklopedijo izrazov hevrističnih izrazov. Prevedli so jo v več jezikov (tudi v slovenščino) in jo prodali v več kot milijon izvodih. Ruski fizik, nobelovec leta 2000, Alfjorov je Pólyevo knjigo zelo hvalil.
Ameriška matematična zveza je leta 1976 ustanovila Pólyevo nagrado za »članke z odlično opisovalnostjo v univerzitetnih matematičnih revijah.«
V 1. delu knjige Matematika verjetnega sklepanja je Pólya obravnaval induktivno sklepanje v matematiki, kjer je opisal sklepanje od posebnega primera k splošnemu pravilu. Vključil je tudi poglavje o matematični indukciji, vendar to ni njegovo glavno področje. V 2. delu je obravnaval splošnejše oblike induktivne logike, ki se jih da uporabiti pri grobem določevanju do kakšne mere je neka domneva (še posebej matematična domneva) verjetna.

## Dela
- George Pólya, Kako rešujemo matematične probleme (How to Solve it) (1945) (prevod Žiga Knap, DMFA, Knjižnica Sigma, Ljubljana 1989  Arhivirano 2005-12-18 na Wayback Machine.),
- George Pólya, Gábor Szegő, Naloge in izreki iz analize I, II (Aufgaben und Lehrsätze aus der Analysis I, II), (Springer, 1970).